# Берг сир Самбр
Берг сир Самбр (фр. Bergues-sur-Sambre) насеље је и општина у североисточној Француској у региону Пикардија, у департману Ен (Пикардија) која припада префектури Вервен.
По подацима из 2011. године у општини је живело 219 становника, а густина насељености је износила 49,66 становника/km². Општина се простире на површини од 4,41 km². Налази се на средњој надморској висини од 172 метара (максималној 189 m, а минималној 142 m).

## Демографија
| 1962. | 1968. | 1975. | 1982. | 1990. | 1999. | 2011. |
| ----- | ----- | ----- | ----- | ----- | ----- | ----- |
| 256   | 269   | 264   | 239   | 211   | 195   | 219   |

График промене броја становника у току последњих година